# La Grande Route du Nord
Pour les articles homonymes, voir Grande route du Nord.
La Grande Route du Nord est un roman de Peter F. Hamilton, publié en France en deux tomes, en octobre 2013 et mars 2014, traduit du roman original britannique Great North Road publié au Royaume-Uni en septembre 2012.

## Résumé
L'action se passe en 2143 à Newcastle et sur la planète St Libra, appartenant au système de Sirius,  reliée à Newcastle par un portail permettant un déplacement instantané. Un cadavre a été retrouvé dans la rivière Tyne à Newcastle. L'analyse génétique montre que la victime est un membre de la toute-puissante famille North et les plaies infligées sont similaires à celles subies par Bartram North, sauvagement assassiné sur St Libra, 20 ans plus tôt. Crime attribué de façon incertaine à une call-girl, Angela Tramelo, mais qui pourrait avoir été causé par un extra-terrestre.  

## Personnages principaux

### À Newcaslte
- Sidney Hurst, surnommé Sid est détective de la police de Newcastle chargé de l'affaire du meurtre de la Tyne River.
- Jacinta, épouse de Sid est infirmière, ils ont deux enfants.
- Royce O'Rouke, chef de la police de Newcaslte
- Ian Lanagin, détective adjoint de Sid, il utilise ses compétences en informatique pour se procurer de nombreuses conquêtes féminines.
- Chloe Healy, chargée de communication de Royce O'Rouke.

### Les North
- Augustine North est l'un des trois clones de première génération de Kane North. En 2143, il est le seul à diriger Northumberland Interstellar Corp. (NI), la grande entreprise familiale qui possède le portail de St Libra et tire ses ressources du biocarburant. Il vit près de Newcastle.
- Bartram North, son frère, a été assassiné sauvagement à Abellia sur St Libra en 2121, avec ses maîtresses et deux de ses fils.
- Constantine North son autre frère, s'est retiré du monde avec ses fils dans des satellites artificiels de Jupiter en 2088. Il travaille au développement de nouvelles technologies.
- Brinkelle North, la fille naturelle de Bartram, dirige à Abellia le programme de recherche biologique. Elle a repris la suite de son père comme chef du clan B.
- Aldred North, clone de seconde génération issu de Augustine, est  le responsable de la sécurité de Northumberland Interstellar Corp.
- Abner North, son frère, est l'un des rares North ne travaillant pas dans la compagnie familiale, il est détective à la police de Newcastle.
- Ari North, comme son frère Abner, travaille à la police de Newcastle.
- Clayton North a été envoyé par son père Constantine pour suivre l'enquête de Newcastle

### L'expédition de St Libra
- Angela Tramelo

## Technologies
- Les portails (Gateway en anglais) permettent d'accéder à d'autres planètes, de façon similaire à celle développée par l'auteur dans L'Étoile de Pandore
- Les biocarburants (Bioil en version originale) sont  produits en grande quantité à partir des algaepadies de St Libra et distribués sur toutes les planètes

## Planètes
- La Terre, les états terriens (La Grande Europe, la Chine, les États-Unis...) avec les portails ont colonisé chacun leurs propres planètes.
- St Libra est une planète du système de Sirius, dont le portail ouvert par les North se trouve à Newcastle.
- New Monaco est une planète réservée aux ultra-riches. Angela Tramelo y a passé son enfance.
- New Florida est une planète dépendant des États-Unis qui a subi une attaque extra-terrestre d'un essaim de Zanth en 2119.
- Sirius XIV est une autre planète du système de Sirius.